# Lärchen-Ritterling
Der Lärchen-Ritterling oder Schwammige Ritterling (Tricholoma psammopus) ist ein Blätterpilz aus der Familie der Ritterlingsverwandten (Tricholomataceae). Der mittelgroße Ritterling hat einen einheitlich ockerbraunen, feinkörnigen bis faserschuppigen Hut und nahezu geruchloses, bitter-schmeckendes Fleisch. Der Mykorrhizapilz kommt in der Regel in Gebirgsnadelwäldern unter Lärchen vor. Er bevorzugt bessere, kalkhaltige Böden. Die Fruchtkörper erscheinen von Juli bis Oktober. Der ungenießbare Pilz ist in Europa weit verbreitet, aber insgesamt ziemlich selten und kommt nur in den Alpenländern etwas häufiger vor.

## Merkmale

### Makroskopische Merkmale
Der Hut ist 3–8 cm breit, anfangs gewölbt, später ausgebreitet und oft schwach gebuckelt. Er ist cremefarben oder braungelb bis ockergelb gefärbt. Die Oberfläche ist trocken, anfangs mehr feinkörnig, später fein-faserschuppig. Der Rand bleibt lange herabgebogen.
Die unregelmäßigen Lamellen sind am Stiel ausgebuchtet angewachsen. Sie sind erst weißlich, werden später strohgelblich und sind im Alter rostbraun-fleckig. Das Sporenpulver ist weiß.
Der zylindrische Stiel ist 4–8 (10) cm lang und 0,7–1,5 cm breit. Er ist hellocker oder ähnlich wie der Hut gefärbt und flockig-körnig. Die Stielspitze ist mehr oder weniger weißlich.
Das weißliche bis blass gelblich-bräunliche Fleisch schmeckt bitter und hat einen unauffälligen Geruch.

### Mikroskopische Merkmale
Die fast kugeligen bis ellipsoiden Sporen mit ihrem deutlich ausgebildeten Apiculus sind 5,5–6,5 (–7,0) µm lang und 4,0–5,5 µm breit. Die deutlich größeren Sporen der Varietät macrosporus messen durchschnittlich 7,6 µm × 6,0 µm. Der Q-Wert (Quotient aus Sporenlänge und -breite) beträgt durchschnittlich 1,2–1,3.
Die meist viersporigen Basidien messen 27–44 µm × 5,5–8,0 µm. Sie tragen an ihrer Basis eine Schnalle. Die Lamellenschneiden sind fertil, Zystiden fehlen.
Die Hutdeckschicht (Pileipellis) ist eine Cutis die teilweise Übergänge zu einem Trichoderm zeigt. Sie besteht aus zylindrischen, 3,0–6,0 µm breiten Hyphen. Vereinzelt findet man Büschel aus aufrechten Hyphenenden, die bis zu 12 µm breit sind. Die braunen Pigmente sind teilweise an die Membran gebunden kommen aber auch intrazellulär vor. Die zylindrischen bis keuligen Caulozystiden sind büschelig angeordnet. Sie messen 20–70 µm × 3,0–9,0 µm, Schnallen fehlen.

## Artabgrenzung
Typisch für den Lärchen-Ritterling ist der einheitlich ockerbraune, feinkörnige bis fein faserschuppige Hut und das nahezu geruchlose, bitter schmeckende Fleisch. Ähnlich ist der meist größere und kräftigere Feinschuppige Ritterling (Tricholoma imbricatum), den man meist unter Kiefern findet. Sein ebenfalls brauner Hut hat eine trockene, eingewachsen radialfaserige bis angedrückt feinschuppige Oberfläche. Der Stiel ist längsfaserig und hat eine helle Spitze, ohne Ringzone. Eine gewisse Ähnlichkeit hat auch der Zottige Ritterling (Tricholoma vaccinum), der unter Fichten wächst.

## Ökologie und Verbreitung

Europäische Länder mit Fundnachweisen des Lärchen-Ritterlings.
Legende:
Länder mit Fundmeldungen
Länder ohne Nachweise
keine Daten
außereuropäische Länder

Der Pilz wurde in Asien (Japan) und Europa nachgewiesen. In Europa ist er weit verbreitet, aber insgesamt ziemlich selten. Aus den Niederlanden sind wenige Einzelfunde bekannt. In England und Schottland kommt der Pilz sehr zerstreut vor, während er in Wales und Nordirland sehr selten ist.
Der Etcomycorrhizapilz wächst in Gebirgsnadelwäldern überwiegend bei Lärchen. Er kann aber auch mit Kiefern und seltener auch mit Tannen oder Fichten vergesellschaftet sein. Bisweilen kommt der Pilz auch in Gärten und in Parkanlagen vor. Im Mittelmeerraum ist der Ritterling, der Kalkböden bevorzugt, bisweilen auch mit Zypressen vergesellschaftet. Im Flachland ist der Lärchen-Ritterling deutlich seltener oder fehlt ganz. Die Fruchtkörper erscheinen meist gesellig von Juli bis Oktober.

## Bedeutung
Der bitter-schmeckende Lärchen-Ritterling ist ungenießbar.